# ولنتسه
ولنتسه (به مجاری:  Velence) یک سکونتگاه مسکونی در مجارستان است که در شهرستان فیر واقع شده‌است.

## خصوصیات
ولنتسه ۳۳٫۳۷ کیلومترمربع مساحت و ۵٬۰۱۹ نفر جمعیت دارد.